# Jogos da Lusofonia 2014
Die dritten Jogos da Lusofonia (dt. 3. Lusophonie-Spiele) haben vom 18. bis zum 29. Januar 2014 in Goa, Indien stattgefunden.
Die Multisportveranstaltung der Gemeinschaft der Portugiesischsprachigen Länder wurde von der „Vereinigung der Portugiesischsprachigen Olympischen Komitees“, der ACOLOP organisiert.
Teilnehmer waren acht der neun ACOLOP-Mitglieder (Angola, Brasilien, Guinea-Bissau, Kap Verde, Macau/China, Mosambik, Osttimor, Portugal und São Tomé und Príncipe) und die zwei assoziierten ACOLOP-Mitglieder (Gastgeber Indien und Sri Lanka). Äquatorialguinea nahm nicht teil.
Bei den Spielen 2014 wurden Wettkämpfe in 9 verschiedenen Sportarten ausgetragen. Neu dabei war Wushu, das mit 30 Wettkämpfen die meisten Medaillen zu vergeben hatte. Indien und Macau dominierten die Wushu-Wettkämpfe.

## Vorgeschichte der Spiele
Für die Ausrichtung der Spiele 2014 bewarb sich im Jahr 2009 neben Brasilien und Sri Lanka auch Goa, dessen Projekt schließlich den Zuschlag erhielt. Bedingt durch politische Wechsel in Goa verzögerten sich die folgenden Bauarbeiten jedoch, und die vereinbarten Infrastrukturen drohten nicht rechtzeitig fertig zu werden. Auf der Generalversammlung der ACOLOP im März 2012 versicherte der neue Sportminister Goas dann, man werde nun besondere Anstrengungen unternehmen und die Spiele termingerecht austragen. Auf der Generalversammlung der ACOLOP im September 2013 legten die indischen Ausrichter der Versammlung einen Bericht über die Maßnahmen vor. So standen noch einige Bauten kurz vor ihrem Abschluss, und die Versammlung musste eine Verlegung der Spiele auf Januar 2014 beschließen.
Aus Protest gegen die nicht eingehaltenen Vereinbarungen entsandte Brasilien, das traditionell die stärkste Mannschaft der Spiele stellt, keine Athleten nach Goa. Lediglich sieben brasilianische Wushu-Sportler traten dort an, ohne Unterstützung des Brasilianischen Olympischen Komitees. Auch Portugal entsandte nur eine schwach besetzte Mannschaft. Kritisiert wurde zudem, dass die Portugiesische Sprache in der offiziellen Kommunikation der Spiele keine nennenswerte Rolle spielte. So kamen in der öffentlichen Darstellung und bei der Eröffnungsfeier vornehmlich Englisch, Konkani und Hindi zum Einsatz, und nur sporadisch einige portugiesische Versatzstücke. Auch die offizielle Website während der Spiele war im Wesentlichen in Englisch gehalten.

## Teilnehmer
5 Mannschaften aus Afrika
- Angola
- Guinea-Bissau
- Kap Verde
- Mosambik
- São Tomé und Príncipe

4 Mannschaften aus Asien
- Indien(Gastgeber)
- Macau
- Osttimor
- Sri Lanka

1 Mannschaft aus Südamerika
- Brasilien

1 Mannschaft aus Europa
- Portugal

## Austragungsorte
- Fatorda-Stadion (Zeremonie und Fußball)
- Multifunktionshalle der Universität Goa (Basketball und Volleyball)
- Multifunktionshalle Pedem (Judo, Tischtennis, Taekwondo und Wushu)
- Strand von Miramar in Panaji (Beachvolleyball)
- Leichtathletikanlage von Bambolim (Leichtathletik)

## Kalender
|  | Eröffnungszeremonie |  | Wettkampf |  | Wettkampffinals |  | Abschlusszeremonie |

| Januar          | 18. | 19. | 20. | 21. | 22. | 23. | 24. | 25. | 26. | 27. | 28. | 29. |
| --------------- | --- | --- | --- | --- | --- | --- | --- | --- | --- | --- | --- | --- |
| Zeremonie       |     |     |     |     |     |     |     |     |     |     |     |     |
| Leichtathletik  |     |     |     |     |     |     |     | 29  |     | 2   |     |     |
| Basketball      |     |     |     |     |     |     |     |     |     | 2   |     |     |
| Fußball         |     |     |     |     |     |     |     |     |     |     | 1   |     |
| Judo            |     |     |     |     |     |     | 14  |     |     |     |     |     |
| Taekwondo       |     |     |     |     |     |     |     |     | 8   |     |     |     |
| Tischtennis     |     |     | 2   |     | 2   | 3   |     |     |     |     |     |     |
| Volleyball      |     |     |     | 2   |     |     |     |     |     |     |     |     |
| Beachvolleyball |     |     |     |     |     |     |     |     | 2   |     |     |     |
| Wushu           |     |     |     |     |     |     |     |     |     |     |     | 30  |
| Januar          | 18. | 19. | 20. | 21. | 22. | 23. | 24. | 25. | 26. | 27. | 28. | 29. |

## Medaillenspiegel
| Jogos da Lusofonia 2014 Medaillenspiegel | Jogos da Lusofonia 2014 Medaillenspiegel | Jogos da Lusofonia 2014 Medaillenspiegel | Jogos da Lusofonia 2014 Medaillenspiegel | Jogos da Lusofonia 2014 Medaillenspiegel | Jogos da Lusofonia 2014 Medaillenspiegel |
| ---------------------------------------- | ---------------------------------------- | ---------------------------------------- | ---------------------------------------- | ---------------------------------------- | ---------------------------------------- |
| Pos                                      | Land                                     | Gold                                     | Silver                                   | Bronze                                   | Total                                    |
| 1                                        | Indien                                   | 37                                       | 27                                       | 28                                       | 92                                       |
| 2                                        | Portugal                                 | 18                                       | 20                                       | 12                                       | 50                                       |
| 3                                        | Macau                                    | 15                                       | 9                                        | 14                                       | 38                                       |
| 4                                        | Sri Lanka                                | 7                                        | 11                                       | 13                                       | 31                                       |
| 5                                        | Angola                                   | 5                                        | 8                                        | 14                                       | 27                                       |
| 6                                        | Mosambik                                 | 4                                        | 4                                        | 5                                        | 13                                       |
| 7                                        | Brasilien                                | 2                                        | 1                                        | 3                                        | 6                                        |
| 8                                        | Guinea-Bissau                            | 2                                        | 1                                        | 0                                        | 3                                        |
| 9                                        | Kap Verde                                | 1                                        | 6                                        | 5                                        | 12                                       |
| 10                                       | São Tomé und Príncipe                    | 0                                        | 1                                        | 0                                        | 1                                        |
| 11                                       | Osttimor                                 | 0                                        | 0                                        | 1                                        | 1                                        |
| Total                                    | Total                                    | 91                                       | 88                                       | 95                                       | 274                                      |